# Adolf von Zeschau

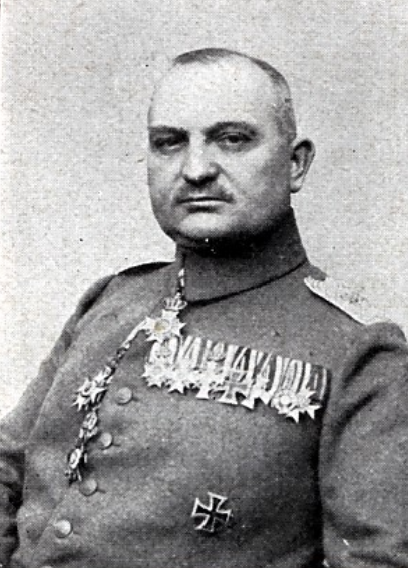
Adolf von Zeschau

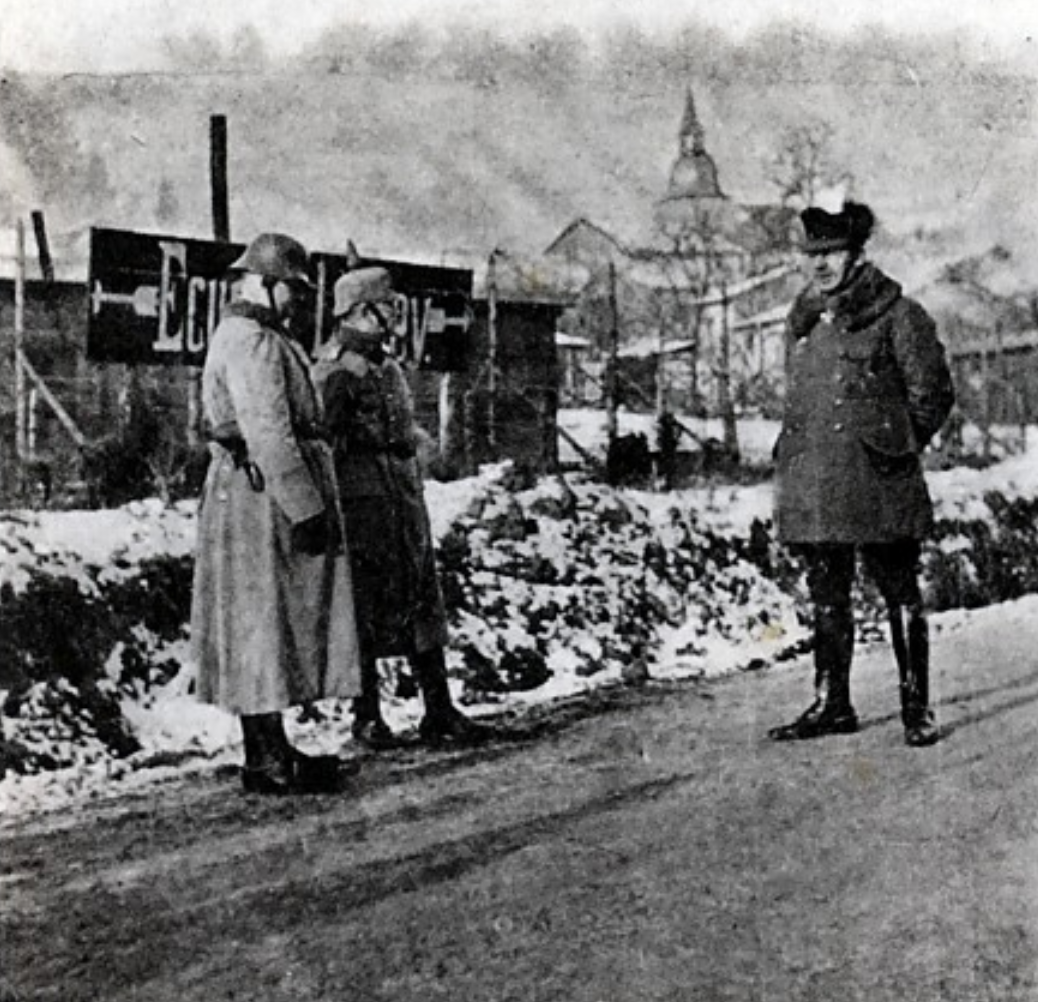
Otto Löffler, Friedrich Pudor und Adolf von Zeschau (l. n. r.)

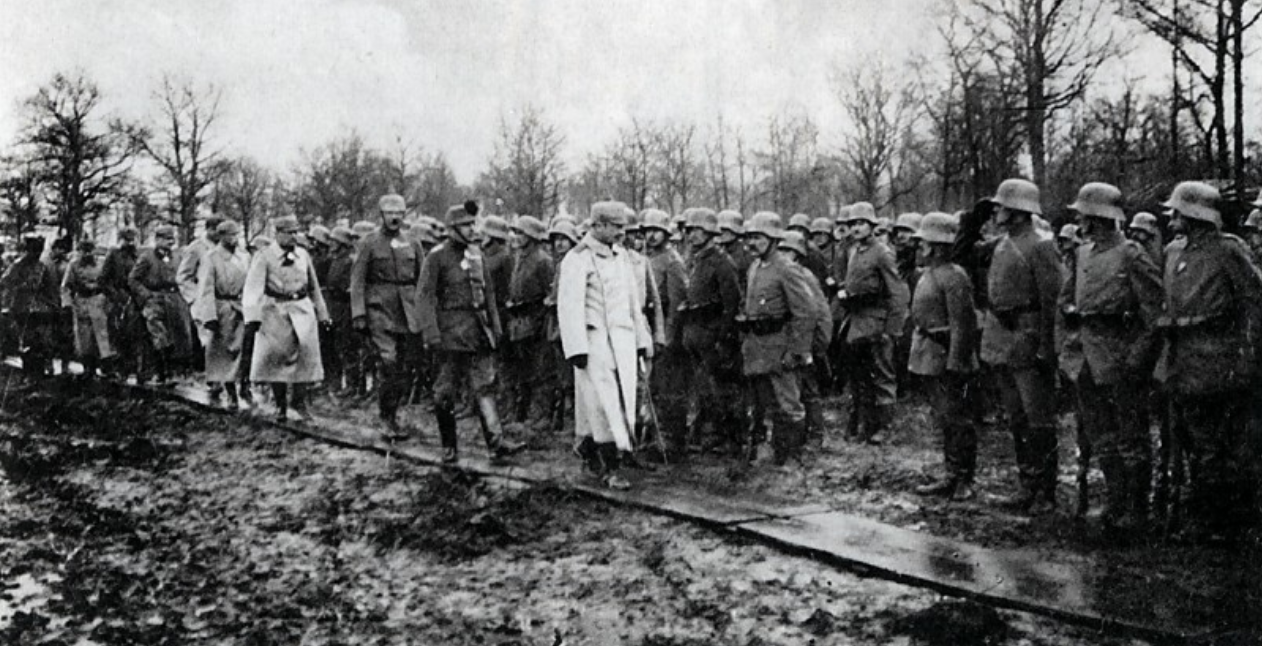
König Friedrich August III. beim Truppenbesuch des IR 183 unter Major Adolf von Zeschau

Johann Karl Adolf von Zeschau (* 27. Oktober 1869 in Dresden; † 15. Mai 1940 in Strehla) war ein sächsischer Offizier und Kommandeur des Militär-St.-Heinrichs-Ordens.

## Leben

### Herkunft
Adolf von Zeschau entstammte dem meißnischen Uradelsgeschlecht von Zeschau und war Sohn des gleichnamigen sächsischen Generalleutnant Heinrich von Zeschau und dessen Ehefrau Natalie Bramsch. Sein Vater diente von 1892 bis 1897 als Stadtkommandant von Dresden. Er hatte mindestens drei Geschwister, darunter die beiden sächsischen Offiziere Heinrich und Ernst von Zeschau, sowie Margarethe, welche den späteren sächsischen Generalmajor Georg Wermuth heiratete. Er selbst war seit dem 21. September 1895 mit Elisabeth Suffert verheiratet und bekam mindestens einen Sohn, den Offizier und Gutsherrn Andreas von Zeschau.

### Karriere
Adolf von Zeschau besuchte zunächst das Königliche Gymnasium zu Dresden-Neustadt und wechselte im Ostern 1881 auf das Gymnasium in Zwickau. 1883 ging er auch von diesem ab um als Kadett in den Kadettenkorps der sächsischen Armee einzutreten. Er wurde nach langjähriger Erziehung am 18. November 1889 als Fähnrich dem 1. Königlich Sächsischen Leib-Grenadier-Regiment Nr. 100 überwiesen. Er avancierte am 22. September 1890 zum Leutnant im Regiment und durchlief in den folgenden Jahren eine typische militärische Laufbahn, wonach er von 1893 bis 1897 als Bataillonsadjutant fungierte und am 24. März 1897 in das 12. Infanterie-Regiment Nr. 177 versetzt wurde. Er diente bis 1903 als Regimentsadjutant und stieg in dieser Eigenschaft am 17. April 1898 zum Oberleutnant auf. Am 23. April 1904 erfolgte seine Beförderung zum Hauptmann und Kompaniechef beim 8. Infanterie-Regiment „Prinz Johann Georg“ Nr. 107, wobei er am 1. Oktober 1908 als Adjutant zur 3. Infanterie-Brigade Nr. 47 berufen wurde. Am 1. Oktober 1911 kehrte er als Kompaniechef in den Truppendienst, genauer gesagt zum Infanterie-Regiment „König Georg“ (7. Königlich Sächsisches) Nr. 106. Nach vieljähriger Tätigkeit erfolgte am 14. August 1913 seine Beförderung zum Major und Adjutant bei der 24. Division (2. Königlich Sächsische) unter dem General Hans Krug von Nidda.
Am 20. August 1914 brachte Major von Zeschau während der Kämpfe der 24. Infanterie-Division um Lanerie und La Sabotterie nordöstlich Tourteron von einem Ordonnanzritt dank blitzschnellen Angriffes und Zufassens fünf unverwundete Franzosen zum Stabe seiner Division ein. Am 31. August des Jahres stieß er, ebenfalls im Verlaufe eines Ordonnanzritts auf der Straße Ch. Lametz-Day östlich Tourteron in heftigem Feuer auf Gefechtsbagagen, diesen entgegenfahrende Proviantwagen und auf eine feindlichem Feuer befehlsgemäß ausweichende Preußische Kavalleriebrigade. Bei dem entstehenden Durcheinander bestand die Gefahr einer Panik. Major von Zeschau gelang im feindlichen Feuer binnen einer halben Stunde dieses Durcheinander der Fahrzeuge zu entwirren und die Straße für das zur Verstärkung vormarschierende vorderste Bataillon der 16. Infanterie-Division rechtzeitig freizumachen. Er wurde deshalb am 1. Februar 1915 mit dem Ritterkreuz des Militär-St.-Heinrichs-Ordens ausgezeichnet. 1916 wurde er Regimentskommandeur des königlich-sächsischen Infanterie-Regiment Nr. 183 und führte dieses während der Schlacht um Verdun. Als am 12. August 1917 die Abwehrschlacht vor Verdun einsetzte, war Adolf von Zeschau mit dem rechten Abschnitt seiner Division, der 192. Division, beauftragt. Es nahm an diesen Kämpfen tätigen Anteil und hatte die ganze Wucht der schweren Artillerieschlacht zu ertragen. Das Regiment führte während der Abwehrschlacht zahlreiche Erkundungsunternehmungen aus, durch die es wichtige Meldungen erbrachte und viel zur Klärung der Lage beitrug. In diesen spannungsvollen Wochen war Major von  Zeschau überall in der Kampfstellung. Er wurde für seine Verdienste am 6. Oktober 1917 mit dem Kommandeurkreuz II. Klasse des Militär-St.-Heinrichs-Ordens ausgezeichnet. Adolf von Zeschau wurde noch im letzten Heeresbericht im Ersten Weltkrieg, am 11. November 1918, erwähnt. In diesem wurde berichtet dass zahlreiche amerikanische Angriffe östlich der Maas durch das Reserve-Infanterie-Regiment Nr. 207 unter Oberstleutnant Hennig und dem Infanterie-Regiment Nr. 183 unter Oberstleutnant von Zeschau abgewehrt werden konnten. Dieses Ereignis wurde von Armin Hase, seinem ehemaligen Bataillonskommandeur in einem längeren Zeitungsartikel noch weiter erläutert.
Nach Kriegsende wurde er Führer des Traditionsverbandes des ehemaligen Infanterie-Regiments Nr. 183. Unmittelbar nach Kriegsende schied er zudem im Januar 1919 als Oberstleutnant aus dem Militärdienst aus und wurde Kaufmann. Im Mai 1919 trug er die Firma Karl Krause in Leipzig in das Handelsregister ein. Anfang Juni des Jahres ist die Prokura erloschen. Bis zu seinem Tod war er Aufsichtsratsvorsitzender der Europahof-AG. Nach Machtergreifung der Nationalsozialisten hielt er im November 1936 eine Festrede vor weit über tausend Personen über die Alte Armee und dem Verhältnis ihrer Soldaten zur jungen Wehrmacht. Er starb unerwartet an einem Herzschlag in Strehla.